# نگرش رتبه‌ها
نگرش رتبه‌ها (Ranking Theory)، نگرشی در شناخت‌شناسی صوری است که با نسبت دادن اعداد به هر امکان در مجموعه جهان‌های ممکن، آن‌ها را درجه‌بندی می‌کند، و بر اساس آن تعیین می‌کند که درجه باورپذیری یک گزاره چه اندازه است. نگرش رتبه‌ها امکان نمایاندن باورپذیری یک گزاره را به صورت کیفی و کمی دارد، یعنی هم می‌تواند درجات باور را نمایان کند، و هم می‌تواند باور را به شکل دودویی (باور یا عدم باور) بنماید. برای نمونه نگرش بازبینی باور (Belief revision) تنها به بازنمایی کیفی (باور یا عدم باور) می‌پردازد و نگرش شناختیِ بیزی (Bayesian Epistemology) هم تنها کمی است و به درستی نمی‌تواند رابطه درجات کمی و کیفی را بنماید و کوشش‌ها به پادنمای لاتاری می‌انجامد.